# Hackelia pinetorum
Hackelia pinetorum är en strävbladig växtart som först beskrevs av Edward Lee Greene och Samuel Frederick Gray, och fick sitt nu gällande namn av Ivan Murray Johnston. Hackelia pinetorum ingår i släktet Hackelia och familjen strävbladiga växter. Utöver nominatformen finns också underarten H. p. jonesii.